# Erwählte Pleißenstadt
Erwählte Pleißenstadt, (Ville de la Pleisse élue) (BWV 216a), est une cantate profane de Johann Sebastian Bach composée à Leipzig après 1728 pour une fête municipale. La musique en est perdue. Elle parodie la cantate nuptiale BWV 216.
Le texte en était probablement de Christian Friedrich Henrici, (Picander).